# Gringo (película)
Gringo es una película de comedia estadounidense de 2018, dirigida por Nash Edgerton y escrita por Anthony Tambakis y Matthew Stone. La película es protagonizada por David Oyelowo, Charlize Theron, Joel Edgerton, Amanda Seyfried, Thandie Newton, Yul Vazquez y Sharlto Copley. Fue lanzada el 9 de marzo de 2018 por Amazon Studios y STX Entertainment.

## Argumento
En las oficinas de Chicago de Promethium Pharmaceuticals, los copresidentes Richard Rusk y Elaine Markinson reciben una llamada de un empleado de la empresa, Harold Soyinka, quien afirma que ha sido secuestrado en México y que sus secuestradores exigen un rescate de cinco millones de dólares estadounidenses.
Un día antes, Harold, Richard y Elaine llegan a México donde conocen a Sánchez, director de la planta de Promethium en México. Sin el conocimiento de Harold, se revela que Sánchez ha estado vendiendo el último producto de Promethium, marihuana medicinal en forma de píldora, a un cartel mexicano. Promethium ha decidido cortarlos para evitar perjudicar su próxima fusión. Más tarde esa noche, mientras Richard, Elaine y Harold cenan, Harold graba en secreto las conversaciones de Richard y Elaine mientras él no está en la mesa. Se entera de la grabación de los planes de fusión, lo que resultaría en que Harold perdiera su trabajo. Esa noche, también descubre que su esposa está teniendo una aventura y quiere el divorcio. Sánchez le informa al líder del cartel Villegas que Promethium los cortó; Villegas mutila a Sánchez y, creyendo que Harold es el jefe de Promethium, ordena su captura.
Richard y Elaine se van de México a la mañana siguiente sin Harold cuando aparentemente desaparece. Harold, escondido en un motel, convence a los operadores del motel, los hermanos Ronaldo y Ernesto para que se hagan pasar por secuestradores en un plan de extorsión en el que llama a Richard fingiendo ser secuestrado a cambio de un fuerte rescate. Richard llama a su hermano Mitch, ex mercenario convertido en humanitario, para rescatar a Harold.
Harold pasa la noche en un bar, creyendo que su plan fracasó. El cantinero alerta al cartel cuando reconoce a Harold. Dos hombres llegan y secuestran a Harold, pero, mientras se lo entregan a Villegas, Harold los domina y choca el auto.
A la mañana siguiente, Harold es rescatado por los turistas Sunny y Miles, el último de los cuales trabaja como mula de drogas. Los dos llevan a Harold de regreso al motel de Ronaldo y Ernesto donde se habían alojado los tres, donde Sunny se hace amigo de él. Pronto, Ronaldo y Ernesto, quienes han sido sobornados por el cartel para que los ayuden, intentan secuestrar a Harold. Sin embargo, llega Mitch, derrota a los hermanos y se lleva a Harold con él. Mitch lleva a Harold al aeropuerto para devolverlo a Chicago, pero se escapa. Mitch somete a Harold y le inyecta un rastreador para saber dónde está en todo momento. Los hombres se llevan bien e idean un plan para extorsionar a Richard por más dinero. Cuando Mitch llama a Richard para hacer ese trato, Richard le dice que la compañía planea cobrar una gran reclamación de seguro de vida a Harold si muriera, parte de la cual recibiría Mitch. Mitch acepta a regañadientes matar a Harold.
Harold y Mitch son vistos por Ronaldo y Ernesto en la calle. Mitch se prepara para dispararle a Harold, pero no se atreve a hacerlo porque se ha encariñado con él. Luego, los dos son atacados por los hermanos, quienes secuestran a Harold y lo llevan a Villegas. Villegas mata a los hermanos y le ordena a Harold que acceda a una bóveda en la planta de Promethium para robar la fórmula de la píldora de marihuana. Allí, se produce un tiroteo cuando llega la policía.
Durante la batalla, "Ángel", el colega mexicano de Harold y uno de los hombres de Villegas, saca a Harold de la pelea y se revela como un agente encubierto de la Administración para el Control de Drogas. Son perseguidos por miembros del cartel, quienes los sacan de la carretera. Harold salva a "Ángel" de ser asesinado por un miembro del cartel; cuando Harold está a punto de ser ejecutado por otro miembro del cartel, Mitch llega y lo salva solo para ser asesinado por el primer miembro del cartel, a quien Harold remata. Harold le pide ayuda a "Ángel", creyendo que no tiene nada a lo que regresar en Chicago. "Ángel" acepta hacer una declaración falsa de muerte de Harold y Harold le da los archivos de la empresa que incriminan a Richard antes de irse.
Villegas, sus hombres y Miles, la mula de la droga, son arrestados por la policía mexicana, con la ayuda de "Ángel". Richard es arrestado por la DEA y encarcelado, y Elaine, quien testificó contra Richard, se hace cargo de Promethium. Sánchez, a pesar de su discapacidad, se establece felizmente con sus hijos. Harold, que vive tranquilamente como "Harry Barnes", se queda en México, abre un bar junto a la playa y permanece en contacto con Sunny.

## Elenco y personajes
- David Oyelowo como Harold Soyinka[3]
- Joel Edgerton como Richard Rusk[3]
- Amanda Seyfried como Sunny[3]
- Charlize Theron como Elaine Markinson[4]
- Thandie Newton como Bonnie Soyinka[5]
- Paris Jackson como Nelly[6]
- Yul Vazquez como Ángel Valverde[5]
- Sharlto Copley como Mitch Rusk[7]
- Alan Ruck como Jerry
- Harry Treadaway como Miles[5]
- Kenneth Choi[5] como Marty
- Melonie Diaz como Mia
- Diego Cataño como Ronaldo González
- Hector Kotsifakis como Roberto Vega
- Bashir Salahuddin como Stu
- Rodrigo Corea como Ernesto González

## Producción

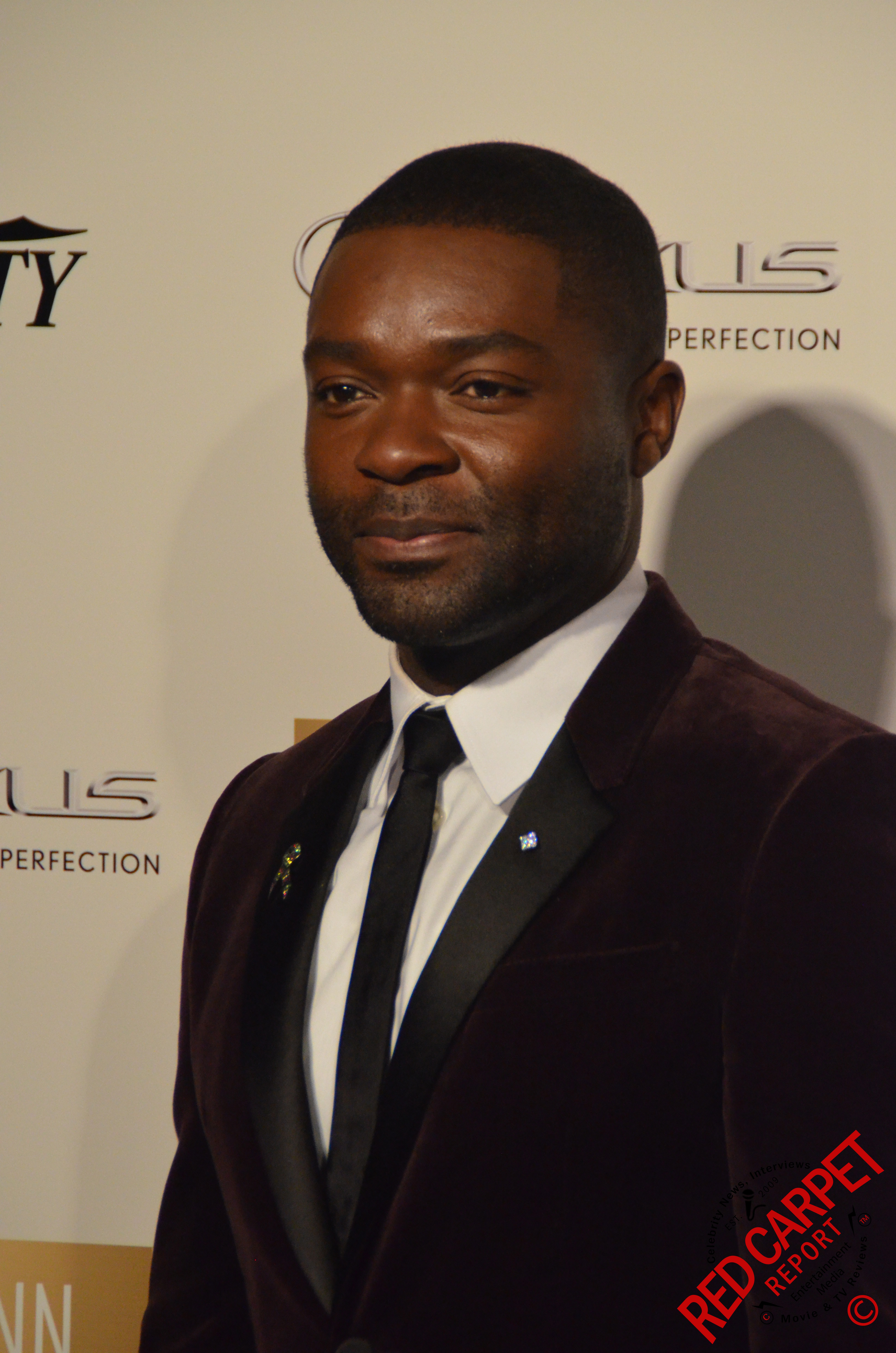
David Oyelowo en 2015

El 12 de mayo de 2014, Charlize Theron se unió al reparto de la película. El 10 de diciembre de 2015, David Oyelowo, Amanda Seyfried y Joel Edgerton se unieron a la película. El 11 de marzo de 2016, Thandie Newton, Kenneth Choi, Harry Treadaway, Michael Angarano y Yul Vazquez se unieron al reparto de la película. El 11 de mayo de 2016, STX Entertainment adquirió los derechos de distribución de la película. La fotografía principal comenzó el 7 de marzo de 2016. La filmación tuvo lugar entre México (Veracruz y Ciudad de México) y los Estados Unidos (Chicago, Naperville,  Lisle y Santa Clarita).

## Lanzamiento
La película fue lanzada el 9 de marzo de 2018 por  Amazon Studios y STX Entertainment.

## Recepción
Gringo recibió generalmente reseñas mixtas de parte de la crítica y de la audiencia. En el portal de internet Rotten Tomatoes, la película posee una aprobación de 40%, basada en 135 reseñas, con una calificación de 5.1/10, mientras que de parte de la audiencia ha recibido una aprobación de 38%, basada en más de 1000 votos, con una calificación de 3.0/5.
La página web Metacritic le ha dado a la película una puntuación de 46 de 100, basada en 33 reseñas, indicando "reseñas mixtas". Las audiencias de CinemaScore le han dado una "C+" en una escala de A+ a F, mientras que en el sitio IMDb los usuarios le asignaron una calificación de 6.1/10, sobre la base de 30 615 votos. En la página web FilmAffinity la cinta tiene una calificación de 5.4/10, basada en 1786 votos.